# Alcis consobrinaria
Alcis consobrinaria är en fjärilsart som beskrevs av Scriba 1790. Alcis consobrinaria ingår i släktet Alcis och familjen mätare. Inga underarter finns listade i Catalogue of Life.